# Impresionizem
Impresionizem je umetniška smer, ki se je pojavila v evropski umetnosti v drugi polovici 19. stoletja. Nastala je predvsem kot posledica potrebe po pomirjenju strastnosti in pretiravanj romantike ter njene pogoste izumetničenosti in patetičnosti. Gibanje, ki je nastalo v Parizu, je bilo poimenovano po sliki Clauda Moneta Impression, soleil levant (Impresija, vzhajajoče sonce), ki je nastala v letih 1872/1873. Nekateri predstavniki impresionizma v slikarstvu so Edouard Manet, Claude Monet, Edgar Degas, Alfred Sisley in Pierre-Auguste Renoir, v glasbi Claude Debussy, Maurice Ravel, Aleksander Nikolajevič Skrjabin, v pesništvu pa Paul Verlaine, Arthur Rimbaud, Stéphane Mallarmé in Maurice Maeterlinck.
Impresionistični slikarji so kršili mnoga pravila, ki so jih postavile prejšnje generacije. Do takrat je bila zgodovinska tematika v slikarstvu zelo razširjena, impresionisti pa so navdih črpali iz prizorov vsakdanjega življenja. S tem so zavračali upodabljanje idealne lepote in raje slikali stvari take, kot so v tistem trenutku dejansko bile. Ujeli so svež in originalen vtis, ki se je obiskovalcem razstav pogosto zdel čuden in nedokončan, a so ga v kasnejših časih vzljubili. Slikarji so zapuščali ateljeje in odhajali v naravo, saj so tako lahko bolj neposredno opazovali predmete in minljive značilnosti trenutka, še posebno sončne svetlobe. Impresionisti so v naravi videli kombinacije barv, ki se nenehno menjavajo pod vplivom menjajoče se svetlobe. Za njihove oči so bile življenje po svojem zunanjem videzu samo vrsta trenutnih vtisov, njihov cilj pa je bil nekatere od teh vtisov obeležiti.
Pesniki simbolisti so se poglabljali v neraziskana področja duševnega življenja, v človekove podzavestne reakcije, ob čemer so se izražali z nenavadnim besednjakom in ustvarjali nenavadne, pogosto simbolične zveze med besedami in dogodki. Predvsem pa so na poseben način poudarjali muzikalne elemente stiha in kitice.
"Klasičnih" impresionističnih slik ni težko prepoznati. Kratke, odrezane poteze osnovnih barv dajo vtis iskrenosti in živahnosti, ki je značilen za to obdobje. Površine slik so prekrite z debelim slojem barve, kar jih loči od njihovih predhodnikov. Kompozicije so poenostavljene in inovativne, poudarek pa je na celoti in ne na podrobnostih.

## Začetki
Sredi 19. stoletja, v času sprememb, ko je cesar Napoleon III. obnovil Pariz, je v umetniškem življenju Francije vladala Kraljeva akademija slikarstva in kiparstva (l' Académie Royale de Peinture et de Sculpture). Postavljali so standarde francoskega slikarstva in prirejali letno razstavo na Salonu (Salon de Paris). Umetniki so svoja dela lahko v Salonu razstavljali le, če jih je odobrila žirija Akademije in le-ta je imela zelo jasne ideje o tem, kaj je umetnost in kaj to ni. Académie je ohranila tradicionalne francoske standarde slikanja po vsebini in slogu. Cenjene so bile zgodovinske teme, verske teme in portreti; pokrajine in tihožitja ni bilo. Skrbno končane slike so bile videti precej realistične, ko so jih natančno pregledali. Slike v tem slogu so sestavljale natančne poteze čopiča, da bi skrile umetnikovo roko v delu. Barva je bila zadržana in se je pogosto zožila z zlatim lakom. Umetniki, katerih delo je bilo prikazano v razstavi na Salonu, so prejeli nagrade, pridobili naročila in povečali ugled. Standardi žirije so predstavljali vrednote Académie, ki so jih predstavljala dela umetnikov, kot sta Jean-Léon Gérôme in Alexandre Cabanel.
V začetku 1860-ih so se štirje mladi slikarji - Claude Monet, Pierre-Auguste Renoir, Alfred Sisley in Frédéric Bazille - srečali med študijem pri akademskem umetniku Charlesu Gleyreju. Ugotovili so, da se zanimajo za slikanje krajine in sodobnega življenja, ne pa za zgodovinske ali mitološke prizore. Po praksi, ki je postajala vse bolj priljubljena do sredine stoletja, so se pogosto odpravili na podeželje skupaj, da bi slikali na prostem, vendar ne z namenom, da bi se skice razvile v skrbno dokončana dela v studiu, ki je bila običajna navada. S slikanjem na sončni svetlobi neposredno iz narave in s krepko uporabo živahnih sintetičnih pigmentov, ki so postali dostopni že od začetka stoletja, so začeli razvijati svetlejši in barvitejši način slikanja, ki je še povečal realizem Gustava Courbeta in Barbizonska šola. Najljubše srečanje umetnikov je bila Café Guerbois na aveniji de Clichy v Parizu, kjer so razprave pogosto vodili Édouard Manet, ki so ga mlajši umetniki zelo občudovali. Kmalu so se jim pridružili Camille Pissarro, Paul Cézanne in Armand Guillaumin.
V letu 1863 je žirija naredila veliko napako - odklonila je delo Edouarda Maneta Zajtrk na travi (Le déjeuner sur l'herbe) predvsem zato, ker je predstavljalo dve goli ženski in moškega na pikniku. Žiriji se je zdela golota sprejemljiva v zgodovinskih in alegoričnih upodobitvah, uporabljati jo v prizorih iz vsakdanjega življenja pa je bilo po njihovih merilih strogo prepovedano. Žirija v oblikovanju zavrnitve ni bila najbolj prijazna, kar je Maneta zelo užalilo.
V odgovor tem dogodkom je skupina umetnikov ustanovila neodvisno razstavo Salon zavrnjenih (Salon des Refusés). Razstavo so umetniški kritiki raztrgali, saj so se večinoma strinjali s pogledi Akademije. Leta 1874 je eden izmed kritikov, Louis Leroy, obiskal Salon zavrnjenih in svoj članek naslovil Razstava impresionistov, s čimer je hotel umetnike ponižati. V tistem času je namreč veljajo, da pravi umetniki ne slikajo svojih vtisov, ampak ustvarjajo dobro zamišljene in načrtovane slike s primerno vsebino. Članek je bil napisan v obliki posmehljivega dialoga. Slika, ki je navdihnila Leroyev naslov, je bila Impresija, sončni vzhod (Impression, soleil levant) Clauda Moneta. Leroy je izjavil, da je slika v najboljšem primeru skica in bi jo le stežka lahko imeli za dokončano delo.
V letih po Leroyevem članku so impresionisti novo poimenovanje sprejeli z vso častjo in novo gibanje je bilo rojeno. Tehnike in standardi tega gibanja so se v času njegovega obstoja spreminjali, tisto, kar pa je impresioniste ves čas držalo skupaj, je bil duh uporništva in neodvisnosti. Tiraniji Akademije so bili šteti dnevi.

## Tehnike
Za impresionistični pristop k slikanju je značilno močno zanimanje za svetlobo in njeno spreminjanje, pogosto s poudarkom na učinkih, ki jih ustvari posamezen del dneva.
L' Académie Royale de Peinture et de Sculpture ni imela vpliva le na vsebino slik, ampak je želela nadzorovati tudi tehnike, ki so jih slikarji uporabljali. Slikali naj bi s temnimi, konservativnimi barvami, ki bi pričarale čim bolj realistično vzdušje, poteze čopiča pa naj bi bile kar najmanj vidne. Slika sama naj bi bila izolirana od umetnikove osebnosti in čustev. Akademija je menila, da prikaz umetnikove osebnosti skozi sliko le-to naredi manj vredno, in njeno mnenje je bilo v tistem času zelo pomembno.
Vse to so impresionisti spremenili:
- Slikali so s kratkimi, debelimi potezami, kot bi skicirali. Tak način slikanja jim je omogočil, da so ujeli dušo in smisel opazovanega predmeta, ne da bi se obremenjevali s podrobnostmi.
- Barve so na paleti kar najmanj mešali, saj so menili, da je bolje, če oko samo opravi prelivanje barv, ki jih vidi na platnu.
- Niso več uporabljali mešanja barv s črno, da bi dobili temnejše odtenke, ampak so jih, če je bilo mešanje neizogibno, ustvarjali z mešanjem komplementarnih barv. Črno so še vedno uporabljali, a le kot samostojno barvo.
- Poteze s čopičem so bile vidne, s čimer je dobil opazovalec boljši vpogled v umetnikovo osebnost.
- Odkrili so zanimivost igre naravne svetlobe in preučevali, kako barva odseva z enega predmeta na drugega.
- Pri prizorih iz narave so sence naslikali z nebesno modrino. Navdih so dobili pri modrih senčnih površinah na snegu. Ta tehnika je dala slikam novo svežino in odprtost.
- Nove sloje barve so dodajali, preden so se prejšnji posušili, kar je pričaralo mehkejše robove in večje mešanje barv.
- Impresionisti se niso zanašali na učinke, ki so jih njihovi predhodniki ustvarjali s sloji barv. Barvo so nanašali v debelih slojih.
- Slikali so, kar in kakor so hoteli, ne da bi se ozirali na pravila in tradicijo.

Večino teh novosti so uvedli že slikarji prejšnjih obdobij, v impresionizmu pa so se prvič združile in bile uporabljene hkrati. Zgodnejše primere impresionističnih tehnik lahko najdemo v delih Fransa Halsa, Petra Paula Rubensa, Johna Constabla, Théodora Rousseauja, Gustava Courbeta, Camilla Corota, Eugena Boudina in Eugena Delacroixa.
Nekateri impresionisti so se poslužili prednosti, ki so jih prinašale pakirane barve. Več so lahko delali na prostem – prej so morali slikarji mešati suhe barvne praške s pšeničnim oljem, v sedemdesetih letih 19. stoletja so v uporabo prišle že namešane barve, ki so jih prodajali v kovinskih tubah.

## Vsebine in kompozicije
Do impresionizma so slikarji večinoma upodabljali prizore zgodovinske in religiozne tematike. Že prej pa so bili slikarji, ki so slikali prizore iz vsakodnevnega življenja, na primer nizozemski slikarji 17. stoletja, med drugim Jan Steen, a so v celoti njihova dela še odražala močne vplive tradicionalnega pogleda na umetnost. J. M. W. Turner, angleški umetnik romantičnega obdobja, pa je s svojim umetniškim delom predvideval slog impresionizma.
V času vzpona impresionizma v Franciji, ob koncu 19. stoletja, se je zanimanje umetnikov za vsakodnevne motive spet povečalo. Tokrat pa tega niso izražali s slikami, ampak z novo smerjo umetnosti – fotografijo. Z izboljšanjem tehnologije se je izrazna moč fotografije povečala. Fotografija je postajala vse bolj priljubljena in ker so kamere postale bolj prenosljive, so fotografije postale bolj odkrite. Fotografija je navdihnila impresioniste, da predstavljajo trenutno dejanje, ne le v minljivi luči pokrajine, ampak v vsakodnevnem življenju ljudi.
Na La Classe de Danse Edgarja Degasa sta vplivali tako fotografija kot trenutno priljubljena japonska umetnost. Značilnosti le-teh so nenavadni vidni koti in nekonvencionalne kompozicije. Pri tej sliki si plesalka na levi popravlja kostum, spodnja desna polovica slike pa vsebuje le tla plesišča. Razlika med tako kompozicijo in kompozicijami, kakršne so uporabljali njegovi predhodniki, je očitna.

## Glavni impresionisti
Osrednje osebe v razvoju impresionizma v Franciji so bile:
- Frédéric Bazille (ki se je samo posmrtno udeležil impresionističnih razstav) (1841–1870)
- Gustave Caillebotte (ki je mlajši od drugih združil moči z njimi sredi sedemdesetih let) (1848–1894)
- Mary Cassatt (rojena v Ameriki, živela je v Parizu in sodelovala na štirih impresionističnih razstavah) (1844–1926)
- Paul Cezanne(čeprav se je kasneje oddaljil od impresionistov) (1839–1906)
- Edgar Degas(ki je preziral izraz impresionist) (1834–1917)
- Armand Guillaumin(1841–1927)
- Édouard Manet(čeprav se sam ni štel za impresionista, se ga običajno uvršča med nje; ni sodeloval na nobeni od impresionističnih razstav) (1832–1883) [38]
- Claude Monet(najbolj ploden od impresionistov in tisti, ki najbolj očitno uteleša njihovo estetiko) [39] (1840–1926)
- Berthe Morisot (ki je sodeloval na vseh impresionističnih razstavah, razen leta 1879) (1841–1895)
- Camille Pissarro(1830–1903)
- Pierre-Auguste Renoir(ki je sodeloval na impresionističnih razstavah leta 1874, 1876, 1877 in 1882) (1841–1919)
- Alfred Sisley(1839–1899)

## Slikarji, ki se jih prišteva med impresioniste
- Lucy A. Bacon
- Jean Beraud
- Mary Cassatt
- Paul-Henri DuBerger
- George Wharton Edwards
- Frederick Carl Frieseke
- Eva Gonzalès
- Childe Hassam
- Johan Jongkind
- Laura Muntz Lyall
- Willard Metcalf
- William McGregor Paxton
- Lilla Cabot Perry
- Theodore Robinson
- Zinaida Serebryakova
- John Henry Twachtman
- J. Alden Weir
- Konstantin Yuon

## Impresionizem na Slovenskem
Slovenski impresionizem je prvič po baročnem razcvetu v 18. stoletju razgibal umetnostno življenje na Slovenskem. Ponudil je prepoznaven slog, spleten iz srednjeevropskih in francoskih zgledov. Slovenski impresionisti predstavljajo prvo resnično moderno slikarsko generacijo na Slovenskem.
Skoraj sto let je minilo, odkar so slovenski impresonisti razstavili v Narodnem domu v Trstu. Razstava je bila izjeno pomembna, kajti po polomu druge razstave Slovenskega umetniškega društva leta 1902 je tržaška razstava pomenila njihov prvi nastop na območju, ki so ga pojmovali kot svojo domovino.
Slovenski slikarji impresionisti so bili:
- Ivan Grohar
- Matija Jama
- Rihard Jakopič
- Matej Sternen

Slovenski fotografi inpresionisti so bili:
- Avgust Berthold